# Rectimargipodisma
Rectimargipodisma is een geslacht van rechtvleugeligen uit de familie veldsprinkhanen (Acrididae). De wetenschappelijke naam van dit geslacht is voor het eerst geldig gepubliceerd in 2004 door Zheng, Li & Wang.

## Soorten
Het geslacht Rectimargipodisma  is monotypisch en omvat slechts de volgende soort:
- Rectimargipodisma medogensis (Zheng, Li & Wang, 2004)